# Хокей на траві на літніх Олімпійських іграх 2012 (чоловіки)
Змагання з хокею на траві серед чоловіків на літніх Олімпійських іграх 2012 року в Лондоні проходили з 30 липня по 11 серпня 2012 року. Чемпіоном учетверте за всю історію та вдруге поспіль стала збірна Німеччини, що перемогла у фіналі збірну Нідерландів — 2:1. Всі матчі турніру проходили на Рівербанк Арені. Найкращим бомбардиром турніру став нідерландський хокеїст Мінк ван дер Верден, який забив 8 голів.

## Медалісти
| Турнір   | Золото | Срібло | Бронза |
| Чоловіки | Німеччина · Максиміліан Мюллер · Мартін Генер · Оскар Дееке · Крістофер Веслі · Моріц Фюрсте · Тобіас Гауке · Ян-Філіпп Рабенте · Беньямін Вес · Тімо Вес · Олівер Корн · Крістофер Целлер · Макс Вайнгольд · Маттіас Віттгаус · Флоріан Фухс · Філіпп Целлер · Тіло Штральковські | Нідерланди · Яп Стокманн · Клас Вермелен · Марсель Балкестейн · Воутер Йолі · Родерік Вестгоф · Робберт Кемперманн · Тен де Нойєр · Сандер Барт · Флоріс Еверс · Боб де Вогд · Сандер де Вейн · Рогір Гофман · Роберт ван дер Горст · Біллі Баккер · Валентін Верга · Мінк ван дер Верден | Австралія · Марк Ноулз · Джеймі Дваєр · Ліам де Янг · Саймон Орчард · Гленн Тернер · Кріс Сірієлло · Меттью Буттуріні · Расселл Форд · Едді Окенден · Джоел Керролл · Меттью Годс · Тім Девін · Меттью Свонн · Натан Бергерс · Кіран Говерс · Фергюс Кавана |

## Кваліфікація
| Турнір                     | Дата                             | Місце проведення | місця | Команди                      |
| -------------------------- | -------------------------------- | ---------------- | ----- | ---------------------------- |
| Приймаюча країна           | —                                | —                | 1     | Велика Британія              |
| Азіатські ігри 2010        | 15 листопада — 25 листопада 2010 | Гуанчжоу         | 1     | Пакистан                     |
| Панамериканські ігри 2011  | 16 жовтня — 26 Жовтень 2011      | Гвадалахара      | 1     | Аргентина                    |
| Відбірковий турнір Африки  | 3 вересня — 11 вересня 2011      | Булавайо         | 1     | —                            |
| Чемпіонат Європи 2011      | 20 серпня — 28 серпня 2011       | Менхенгладбах    | 3     | Бельгія Німеччина Нідерланди |
| Кубок Океанії 2011         | 6 жовтня — 9 жовтня 2011         | Хобарт           | 2     | Австралія Нова Зеландія      |
| 1-й кваліфікаційний турнір | 18 лютого — 26 лютого 2012       | Нью-Делі         | 1     | Індія                        |
| 2-й кваліфікаційний турнір | 10 березня — 18 березня 2012     | Дублін           | 1     | Південна Корея               |
| 3-й кваліфікаційний турнір | 25 квітня — 6 травня 2012        | Какамігахара     | 1     | ПАР                          |
| Запрошена країна           |                                  |                  | 1     | Іспанія                      |
| Всього                     | Всього                           | Всього           | 12    |                              |

## Змагання

### Груповий етап

#### Група A
| Місце | Команда         | І | В | Н | П | ГЗ | ДП | +/- | Окуляри |
| ----- | --------------- | - | - | - | - | -- | -- | --- | ------- |
| 1     | Австралія       | 5 | 3 | 2 | 0 | 23 | 5  | +18 | 11      |
| 2     | Велика Британія | 5 | 2 | 3 | 0 | 14 | 8  | +6  | 9       |
| 3     | Іспанія         | 5 | 2 | 2 | 1 | 8  | 10 | -2  | 8       |
| 4     | Пакистан        | 5 | 2 | 1 | 2 | 9  | 16 | -7  | 7       |
| 5     | Аргентина       | 5 | 1 | 1 | 3 | 10 | 14 | -4  | 4       |
| 6     | ПАР             | 5 | 0 | 1 | 4 | 11 | 22 | -11 | 1       |

| 30 липня 2012 10:45 (UTC+1) |

| Австралія                                                                               | 6:0 (2:0) | ПАР |
| --------------------------------------------------------------------------------------- | --------- | --- |
| Джеймі Дваєр 16', 48', 58' · Меттью Бутуріні 33' · Кріс Чірьєлло 46' · Гленн Тернер 62' | Звіт      |     |

| стадіон:Рівербанк Арена, Лондон |

| 30 липня 2012 13:45 (UTC+1) |

| Іспанія        | 1:1 (0:0) | Пакистан      |
| -------------- | --------- | ------------- |
| Пау Кемада 47' | Звіт      | Реан Батт 46' |

| стадіон:Рівербанк Арена, Лондон |

| 30 липня 2012 19:00 (UTC+1) |

| Велика Британія                                              | 4:1 (1:0) | Аргентина        |
| ------------------------------------------------------------ | --------- | ---------------- |
| Баррі Міддлтон 22', 42' · Даніель Фокс 49' · Річард Сміт 53' | Звіт      | Педро Ібарра 55' |

| Стадіон:Рівербанк Арена, Лондон |

| 1 серпня 2012 08:30 (UTC+1) |

| Іспанія | 0:5 (0:3) | Австралія                                                                                          |
| ------- | --------- | -------------------------------------------------------------------------------------------------- |
|         | Звіт      | Расселл Форд 9' · Меттью Бутуріні 14' · Саймон Орчард 29' · Гленн Тернер 40' · Едвард Оккенден 69' |

| стадіон:Рівербанк Арена, Лондон |

| 1 серпня 2012 16:00 (UTC+1) |

| ПАР                                    | 2:2 (0:1) | Велика Британія       |
| -------------------------------------- | --------- | --------------------- |
| Остін Сміт 60' · Джонатан Робінсон 64' | Звіт      | Ешлі Джексон 14', 68' |

| стадіон:Рівербанк Арена, Лондон |

| 1 серпня 2012 19:00 (UTC+1) |

| Пакистан                              | 2:0 (1:0) | Аргентина |
| ------------------------------------- | --------- | --------- |
| Мухаммад Імран 30' · Сохаїл Аббас 44' | Звіт      |           |

| стадіон:Рівербанк Арена, Лондон |

| 3 серпня 2012 08:30 (UTC+1) |

| Австралія                              | 2:2 (2:0) | Аргентина                             |
| -------------------------------------- | --------- | ------------------------------------- |
| Меттью Бутуріні 12' · Джеймі Дваєр 35' | Звіт      | Матіас Віла 47' · Гонсало Пеїльят 68' |

| Стадіон:Рівербанк Арена, Лондон |

| 3 серпня 2012 16:00 (UTC+1) |

| Велика Британія                                                | 4:1 (2:0) | Пакистан         |
| -------------------------------------------------------------- | --------- | ---------------- |
| Джеймс Тіндалл 4' · Джонатан Кларк 35' · Ешлі Джекосн 50', 67' | Звіт      | Сохаїл Аббас 70' |

| Стадіон:Рівербанк Арена, Лондон |

| 3 серпня 2012 19:00 (UTC+1) |

| ПАР                                            | 2:3 (1:1) | Іспанія                                             |
| ---------------------------------------------- | --------- | --------------------------------------------------- |
| Джастін Рейд-Росс 26' · Ллойд Норріс-Джонс 63' | Звіт      | Марк Саллес 30' · Пау Кемада 42' · Мігель Делас 55' |

| стадіон:Рівербанк Арена, Лондон |

| 5 серпня 2012 10:45 (UTC+1) |

| Пакистан                                                                          | 5:4 (3:3) | ПАР                                                               |
| --------------------------------------------------------------------------------- | --------- | ----------------------------------------------------------------- |
| Абдул Хасім Кхан 20', 26' · Шафкат Расул 23' · Сохаїл Аббас 64' · Васім Ахмад 67' | Звіт      | Торнтон Макдейд 2' · Джастін Рейд-Росс 22', 35' · Уейд Пейтон 48' |

| Стадіон:Рівербанк Арена, Лондон |

| 5 серпня 2012 19:00 (UTC+1) |

| Велика Британія                                              | 3:3 (0:2) | Австралія                             |
| ------------------------------------------------------------ | --------- | ------------------------------------- |
| Джонатан Кларк 47' · Баррі Міддлтон 53' · Джеймс Тіндалл 66' | Звіт      | Расселл Форд 7', 11' · Марк Ноулз 41' |

| стадіон:Рівербанк Арена, Лондон |

| 5 серпня 2012 21:15 (UTC+1) |

| Аргентина      | 1:3 (0:0) | Іспанія                                              |
| -------------- | --------- | ---------------------------------------------------- |
| Лукас Віла 55' | Звіт      | Пау Кемада 66' · Мігель Делас 67' · Едуард Тубау 70' |

| стадіон:Рівербанк Арена, Лондон |

| 7 серпня 2012 10:45 (UTC+1) |

| Австралія | 7:0 (4:0) | Пакистан |
| --- | --------- | -------- |
| Ліам де Янг 5' · Марк Ноулз 6' · Кріс Чірьєлло 29', 34' · Расселл Форд 42' · Джеймі Дваєр 48' · Гленн Тернер 70' | Звіт      |          |

| стадіон:Рівербанк Арена, Лондон |

| 7 серпня 2012 10:45 (UTC+1) |

| Аргентина                                                                   | 6:3 (2:2) | ПАР                                                                  |
| --------------------------------------------------------------------------- | --------- | -------------------------------------------------------------------- |
| Гонсало Пеїльят 25', 39', 65' · Лукас Россі 39' · Факундо Калліоні 45', 50' | Звіт      | Джастін Рейд-Росс 7' · Ллойд Норріс-Джонс 8' · Джонатан Робінсон 64' |

| стадіон:Рівербанк Арена, Лондон |

| 7 серпня 2012 19:00 (UTC+1) |

| Іспанія       | 1:1 (0:1) | Велика Британія  |
| ------------- | --------- | ---------------- |
| Пау кедам 55' | Звіт      | Ешлі Джексон 33' |

| стадіон: Рівербанк Арена, Лондон |

#### Група B
| Місце | Команда        | І | В | Н | П | ГЗ | ДП | +/- | Окуляри |
| ----- | -------------- | - | - | - | - | -- | -- | --- | ------- |
| 1     | Нідерланди     | 5 | 5 | 0 | 0 | 18 | 7  | +11 | 15      |
| 2     | Німеччина      | 5 | 3 | 1 | 1 | 14 | 11 | +3  | 10      |
| 3     | Бельгія        | 5 | 2 | 1 | 2 | 8  | 7  | +1  | 7       |
| 4     | Південна Корея | 5 | 2 | 0 | 3 | 9  | 8  | +1  | 6       |
| 5     | Нова Зеландія  | 5 | 1 | 2 | 2 | 10 | 14 | -4  | 5       |
| 6     | Індія          | 5 | 0 | 0 | 5 | 6  | 18 | -12 | 0       |

| 30 липня 2012 08:30 (UTC+1) |

| Південна Корея    | 2:0 (2:0) | Нова Зеландія |
| ----------------- | --------- | ------------- |
| Ю Хе Сик 20', 34' | Звіт      |               |

| стадіон:Рівербанк Арена, Лондон |

| 30 липня 2012 16:00 (UTC+1) |

| Нідерланди                                                               | 3:2 (2:0) | Індія                                    |
| ------------------------------------------------------------------------ | --------- | ---------------------------------------- |
| Роберт ван дер Хорст 20' · Родерік Вестхоф 29' · Мінк ван дер Верден 51' | Звіт      | Дхаравмір Сінгх 45' · Шівендра Сінгх 48' |

| стадіон:Рівербанк Арена, Лондон |

| 30 липня 2012 21:15 (UTC+1) |

| Німеччина                               | 2:1 (1:1) | Бельгія           |
| --------------------------------------- | --------- | ----------------- |
| Флоріан Фухс 13' · Крістофер Целлер 45' | звіт      | Жером Декейсер 4' |

| стадіон:Рівербанк Арена, Лондон |

| 1 серпня 2012 10:45 (UTC+1) |

| Бельгія            | 1:3 (0:0) | Нідерланди                                     |
| ------------------ | --------- | ---------------------------------------------- |
| Жером Декейсер 58' | Звіт      | Мінк ван дер Верден 43', 62' · Боб де Вогд 70' |

| стадіон:Рівербанк Арена, Лондон |

| 1 серпня 2012 13:45 (UTC+1) |

| Нова Зеландія                                          | 3:1 (3:1) | Індія           |
| ------------------------------------------------------ | --------- | --------------- |
| Енді Хейуорд 13' · Філліп Барроус 24' · Нік Вілсон 29' | Звіт      | Сандіп Сінгх 2' |

| стадіон:Рівербанк Арена, Лондон |

| 1 серпня 2012 21:15 (UTC+1) |

| Південна Корея | 0:1 (0:1) | Німеччина            |
| -------------- | --------- | -------------------- |
|                | Звіт      | Крістофер Целлер 33' |

| Стадіон:Рівербанк Арена, Лондон |

| 3 серпня 2012 10:45 (UTC+1) |

| Нідерланди                                                                                   | 5:1 (3:1) | Нова Зеландія   |
| -------------------------------------------------------------------------------------------- | --------- | --------------- |
| Родерік Вестхоф 16' · Мінк ван дер Верден 27' · Біллі Баккер 29', 56' · Роберт Кемперман 67' | Звіт      | Саймон Чайлд 5' |

| стадіон:Рівербанк Арена, Лондон |

| 3 серпня 2012 13:45 (UTC+1) |

| Німеччина                                                         | 5:2 (4:1) | Індія                             |
| ----------------------------------------------------------------- | --------- | --------------------------------- |
| Флоріан Фухс 7', 16', 36' · Олівер Корн 24' · Крістофер Веслі 34' | Звіт      | Рагхунат 13' · Тушар Кхандкер 62' |

| Стадіон:Рівербанк Арена, Лондон |

| 3 серпня 2012 21:15 (UTC+1) |

| Бельгія                         | 2:1 (0:0) | Південна Корея |
| ------------------------------- | --------- | -------------- |
| Том Бон 37' · Седрік Шарльє 61' | Звіт      | Нам Хен У 46'  |

| Стадіон:Рівербанк Арена, Лондон |

| 5 серпня 2012 21:15 (UTC+1) |

| Нова Зеландія  | 1:1 (0:0) | Бельгія     |
| -------------- | --------- | ----------- |
| Нік Вілсон 54' | Звіт      | Том Бон 48' |

| стадіон:Рівербанк Арена, Лондон |

| 5 серпня 2012 13:15 (UTC+1) |

| Індія                | 1:4 (1:1) | Південна Корея                                        |
| -------------------- | --------- | ----------------------------------------------------- |
| Гурвендер Чханді 10' | Звіт      | Чан Чжон Хен 6' · Нам Хен У 59', 70' · Зі Чжон Хо 68' |

| Стадіон:Рівербанк Арена, Лондон |

| 5 серпня 2012 16:00 (UTC+1) |

| Нідерланди                                                  | 3:1 (1:1) | Німеччина           |
| ----------------------------------------------------------- | --------- | ------------------- |
| Боб де Вогд 14' · Тен де Ноєр 36' · Мінк ван дер Верден 41' | Звіт      | Крістофер Целлер 3' |

| Стадіон:Рівербанк Арена, Лондон |

| 7 серпня 2012 08:30 (UTC+1) |

| Південна Корея                | 2:4 (0:2) | Нідерланди                                                                            |
| ----------------------------- | --------- | ------------------------------------------------------------------------------------- |
| Нам Хен У 53' · Лі нам Ен 62' | Звіт      | Мінк ван дер Верден 17' · Валентин Верга 21' · Родерік Вестхоф 47' · Біллі Баккер 64' |

| стадіон:Рівербанк Арена, Лондон |

| 7 серпня 2012 16:00 (UTC+1) |

| Індія | 0:3 (0:1) | Бельгія                                             |
| ----- | --------- | --------------------------------------------------- |
|       | Звіт      | Жером Декейсер 15' · Готьє Боккар 47' · Том Бон 67' |

| стадіон:Рівербанк Арена, Лондон |

| 7 серпня 2012 21:15 (UTC+1) |

| Німеччина                                                                              | 5:5 (2:4) | Нова Зеландія                                                                   |
| -------------------------------------------------------------------------------------- | --------- | ------------------------------------------------------------------------------- |
| Оскар Декке 10' · Флоріан Фухс 27' · Тіло Стральковскі 47' · Крістофер Целлер 51', 69' | Звіт      | Нік Вілсон 4' · Річард Петерік 6' · Стівен Дженнесс 21' · Саймон Чайлд 30', 36' |

| стадіон:Рівербанк Арена, Лондон |

### Плей-офф

#### Матч за 11-е місце
| 11 серпня 2012 08:30 (UTC+1) |

| ПАР                                                           | 3:2 (2:1) | Індія                                  |
| ------------------------------------------------------------- | --------- | -------------------------------------- |
| Ендрю крони 8' · Тімоті Драммонд 34' · Ллойд Норріс-Джонс 65' | Звіт      | Сандіп Сінгх 14' · Дхаравмір Сінгх 67' |

| Стадіон:Рівербанк Арена, Лондон |

#### Матч за 9-е місце
| 9 серпня 2012 08:30 (UTC+1) |

| Аргентина        | 1:3 (0:3) | Нова Зеландія                                            |
| ---------------- | --------- | -------------------------------------------------------- |
| Педро Ібарра 59' | Звіт      | Стівен Дженнесс 4' · Річард Петерік 21' · Нік Вілсон 29' |

| стадіон:Рівербанк Арена, Лондон |

#### Матч за 7-е місце
| 9 серпня 2012 11:30 (UTC+1) |

| Пакистан                                                       | 3:2 (1:2) | Південна Корея      |
| -------------------------------------------------------------- | --------- | ------------------- |
| Мухаммад Вакас 31' · Абдул Хасім Кхан 44' · Мухаммад Імран 61' | Звіт      | Хен Хе Сон 30', 33' |

| стадіон:Рівербанк Арена, Лондон |

#### Матч за 5-е місце
| 11 серпня 2012 11:30 (UTC+1) |

| Іспанія                             | 2:5 (1:4) | Бельгія                                                                         |
| ----------------------------------- | --------- | ------------------------------------------------------------------------------- |
| Рамон Алегре 19' · Едуард Тубау 61' | Звіт      | Жером Декейсер 3' · Том Бон 21', 32' · Флорен ван Обель 24' · Томас Бріельс 52' |

| стадіон:Рівербанк Арена, Лондон |

#### Півфінали
|  | Півфінали                     | Півфінали     |   |                | Фінал           | Фінал |  |
|  |                               |               |   |                |                 |       |  |
|  | 9 серпня 2012                 |               |   |                |                 |       |  |
|  | Австралія                     | 2             |   |                |                 |       |  |
|  | Німеччина                     | 4             |   |                |                 |       |  |
|  |                               |               |   |                |                 |       |  |
|  |                               |               |   |                | 11 серпня 2012  |       |  |
|  |                               |               |   |                | Німеччина       | 2     |  |
|  |                               | Нідерланди    | 1 |                |                 |       |  |
|  |                               |               |   |                |                 |       |  |
|  |                               |               |   |                |                 |       |  |
|  |                               |               |   |                | 3-є місце       |       |  |
|  | 9 серпня 2012                 | 9 серпня 2012 |   | 11 серпня 2012 | 11 серпня 2012  |       |  |
|  | Нідерланди                    | 9             |   | Австралія      | 3               |       |  |
|  | Шаблон:Прапор Велика Британія | 2             |   |                | Велика Британія | 1     |  |

| 9 серпня 2012 15:30 (UTC+1) |

| Австралія                            | 2:4 (1:1) | Німеччина                                                                 |
| ------------------------------------ | --------- | ------------------------------------------------------------------------- |
| Кіран Говерса 22' · Гленн Тернер 42' | Звіт      | Моріц Фюрст 27' · Маттіас Віттхаус 54' · Тімо Вага 59' · Флоріан Фухс 63' |

| стадіон:Рівербанк Арена, Лондон |

| 9 серпня 2012 20:00 (UTC+1) |

| Нідерланди | 9:2 (4:1) | Велика Британія                   |
| --- | --------- | --------------------------------- |
| Родерік Вестхоф 9', 15', 60' · Мінк ван дер Верден 22' · Біллі Баккер 33', 44', 51' · Тен де Ноєр 47' · Флорес Еверс 48' | Звіт      | Ешлі Джексон 18' · Роберт Мур 65' |

| стадіон:Рівербанк Арена, Лондон |

#### Матч за 3-є місце
| 11 серпня 2012 15:30 (UTC+1) |

| Австралія                                                | 3:1 (1:1) | Велика Британія |
| -------------------------------------------------------- | --------- | --------------- |
| Саймон Орчард 17' · Джеймі Дваєр 48' · Кіран Говерса 57' | Звіт      | Єн Льюїрс 29'   |

| стадіон:Рівербанк Арена, Лондон |

#### Фінал
| 11 серпня 2012 20:00 (UTC+1) |

| Німеччина                 | 2:1 (1:0) | Нідерланди              |
| ------------------------- | --------- | ----------------------- |
| Ян-Філіп Рабенте 33', 66' | Звіт      | Мінк ван дер Верден 54' |

| стадіон:Рівербанк Арена, Лондон |

## Список бомбардирів
- 8 голів
  -  Мінк ван дер Верден

- 6 голів
  -  Джеймі Дваєр
  -  Ешлі Джексон
  -  Флоріан Фухс
  -  Біллі Баккер
  -  Родерік Вестхоф

- 5 голів
  -  Том Бон
  -  Крістофер Целлер

- 4 гола
  -  Гленн Тернер
  -  Расселл Форд
  -  Гонсало Пеїльят
  -  Жером Декейсер
  -  Пау Кемада
  -  Нік Вілсон
  -  Джастін Рейд-Росс
  -  Нам Хен У

- 3 гола
  -  Меттью Бутуріні
  -  Кріс Чірьєлло
  -  Баррі Міддлтон
  -  Саймон Чайлд
  -  Сохаїл Аббас
  -  Абдул Хасім Кхан
  -  Ллойд Норріс-Джонс

- 2 гола

| - - Кіран Говерса - Марк Ноулз - Саймон Орчард - Матіас Віла - Педро Ібарра - Факундо Калліоні - Джонатан Кларк - Джеймс Тіндалл - Ян-Філіп Рабенте - Дхаравмір Сінгх - Сандіп Сінгх | - - Мігель Делас - Едуард Тубау - Боб де Вогд - Тен де Ноєр - Стівен Дженнесс - Річард Петерік - Мухаммад Імран - Джонатан Робінсон - Хен Хе Сон - Ю Хе Сик |

- 1 гол

| - - Ліам де Янг - Едвард Оккенден - Лукас Россі - Готьє Боккар - Томас Бріельс - Флорен ван Обель - Седрік Шарльє - Єн Льюїрс - Роберт Мур - Річард Сміт - Даніель Фокс - Тімо Вага - Маттіас Віттхаус - Оскар Декке - Олівер Корн - Тіло Стральковскі - Крістофер Веслі - Моріц Фюрст - Тушар Кхандкер - Рагхунат - Шівендра Сінгх | - - Гурвендер Чханді - Рамон Алегре - Марк Саллес - Роберт ван дер Хорст - Валентин Верга - Роберт Кемперман - Флорес Еверс - Філліп Барроус - Енді Гейуорд - Васім Ахмад - Реан Батт - Мухаммад Вакас - Шафкат Расул - Тімоті Драммонд - Ендрю Кроньє - Торнтон Макдейд - Вейд Пейтон - Остін Сміт - Лі Нам Ен - Зі Чжон Хо - Чан Чжон Хен |

## Підсумкове становище
| 1  | Німеччина                       |
| 2  | Нідерланди                      |
| 3  | Австралія                       |
| 4  | Велика Британія                 |
| 5  | Бельгія                         |
| 6  | Іспанія                         |
| 7  | Пакистан                        |
| 8  | Південна Корея                  |
| 9  | Нова Зеландія                   |
| 10 | Аргентина                       |
| 11 | Південно-Африканська Республіка |
| 12 | Індія                           |